# Jarosław Miłowski
Jarosław Miłowski (ur. 1965) – oficer polskiej Marynarki Wojennej w stopniu komandora, inżynier techniki nawigacji, w latach 1997–2001 dowódca okrętu podwodnego ORP "Dzik", od 2005 był szefem Oddziału Operacji Morskich w Dowództwie Operacyjnym Sił Zbrojnych w Warszawie, następnie został attaché obrony w Danii, odznaczony Brązowym Krzyżem Zasługi.

## Służba wojskowa
Jarosław Miłowski urodził się w 1964 roku. Jest starszym bratem kmdr. ppor. Jacka Miłowskiego, dowódcy ORP "Iskra". W okresie od 1980 do 1984 roku uczęszczał do liceum ogólnokształcącego w Olsztynie, a po zdaniu matury wstąpił do Wyższej Szkoły Marynarki Wojennej im. Bohaterów Westerplatte w Gdyni na kierunek polityczny. Ukończył ją w 1988 roku, uzyskując tytuł zawodowy inżyniera nawigatora statku morskiego i stopień wojskowy podporucznika marynarki. Jest również absolwentem Wydziału Administracyjnego Uniwersytetu Gdańskiego (lata 1991–1995). W 2002 roku odbył kurs dowódczy w Akademii Marynarki Wojennej Niemiec we Flensburgu, natomiast w 2003 roku kurs języka angielskiego w Beaconsfield (Wielka Brytania). Od 2003 do 2004 studiował w Akademii Obrony Wielkiej Brytanii w Shrivenham. Zna  język angielski i rosyjski.
Na pierwsze stanowisko służbowe skierowano go do 3 dywizjonu Okrętów Podwodnych 3 Flotylli Okrętów im. Komandora Bolesława Romanowskiego w Gdyni, gdzie został oficerem nawigatorem okrętu podwodnego projektu 641 – ORP "Dzik". W 1990 roku objął na tym okręcie funkcję II zastępcy dowódcy ds.polityczno-wychowawczych, a w 1995 roku I zastępcy dowódcy. W latach 1997–2001 dowodził "Dzikiem" w stopniu komandora podporucznika. Następnie przeszedł do pracy w Dowództwie Marynarki Wojennej w Gdyni, na stanowisko starszego specjalisty ds. okrętów podwodnych w Oddziale Operacyjnym (Zarząd Operacji Morskich G-3, Sztab Marynarki Wojennej). Od 2004 do 2005 roku był starszym specjalistą Oddziału Operacji Morskich w Centrum Planowania Dowództwa Operacyjnego w Warszawie. W 2005 roku wyznaczono go na szefa tej komórki organizacyjnej. W 2006 roku awansował na komandora.

## Odznaczenia
- Brązowy Krzyż Zasługi
- Srebrny Medal „Siły Zbrojne w Służbie Ojczyzny”
- Złoty Medal „Za zasługi dla obronności kraju”